# Смазване (техника)
Смазване е метод за намаляване на триенето между две подвижни една спрямо друга повърхности, чрез прилагането на смазочен продукт на мястото, където те влизат в контакт помежду си, като по този начин се намалява триенето помежду им и износването им, както и служи за охлаждането, намаляването на вибрациите, уплътняване на фугите и защитата от корозията.
С процесите на триене между повърхностите в областта на техниката се занимава науката трибология.

## Видове смазващи вещества
Разделяне на смазващите вещества по агрегатно състояние:
- Течни смазващи вещества (масла, охлаждащи течности)
- греси
- Твърди смазващи вещества (например графит)
- Газообразни (например въздух)

Смазването широко се използва в следните области:
- Техника – прилагане на смазочни материали, като масла и грес по всички триещи се части и повърхности на машините и съоръженията (лагери, скоростни кутии, диференциали и др.). При използванто на смазващи вещества се намалява степента на износване на триещите се части, намалява се корозията, намалява се триенето и следователно разхода на енергия на машините, и не на последно място се намалява шума при работа.

## Технология на смазване
Технологията на смазване трябва да осигури прилагането на съответното смазващо вещество в правилното количество, на правилното място и правилното време. Освен това при необходимост трябва да се отведе смазващия материал.

### Оборотно (кръгово) смазване
При това смазване има резервоар, подвеждане на материала до мястото на смазване и обратно транспортиране на материала до резервоара. Може да има и обработка на смазващия материал, като например филтър за филтруване на масло.
Оборотното смазване, поради непрекъснатото повторно използване изразходва по-малко смазващ материал. Поради това, че системата е затворена, няма замърсяване на околната среда от попадане на смазващи материал.
Оборотното смазване се извършва в повечето случаи с масло. Най-известният случай е четиритактовия двигател.

### Смазване с потапяне
Това смазване се използва при малко натоварени предавки. Нивото на масло трябва да стига минимум до долните зъбни колела. Зъбните колела се смазват едно с друго нагоре, като си предават маслото. При едно ниско ниво на маслото, загубите от изпръскване са по-малки. Трябва да се осигури добро смазване на всички места.

### Доживотно смазване
Под доживотно смазване се разбира еднократно осигуряване на едно място на триене със смазка, която до края на планирания живот на изделието не се сменя или подновява.
Това се използва често при ролковите лагери. Използва се и при линейните направляващи. Тези възли са предвидени с едно запълване от грес, която се задържа от уплътнението на лагерите.

### Собствено смазване
Самосмазващо е едно място, което функционира без външно смазващо вещество. Това става с избора на триещи части с малък коефициент на триене. Това могат да бъдат графитни и пластмасови лагери. Друг вариант е вграждането например на графит в месингова лагерна черупка - при износването на материалите от лагера се подава непрекъснато смазващо вещество.